# Beyer-Bau

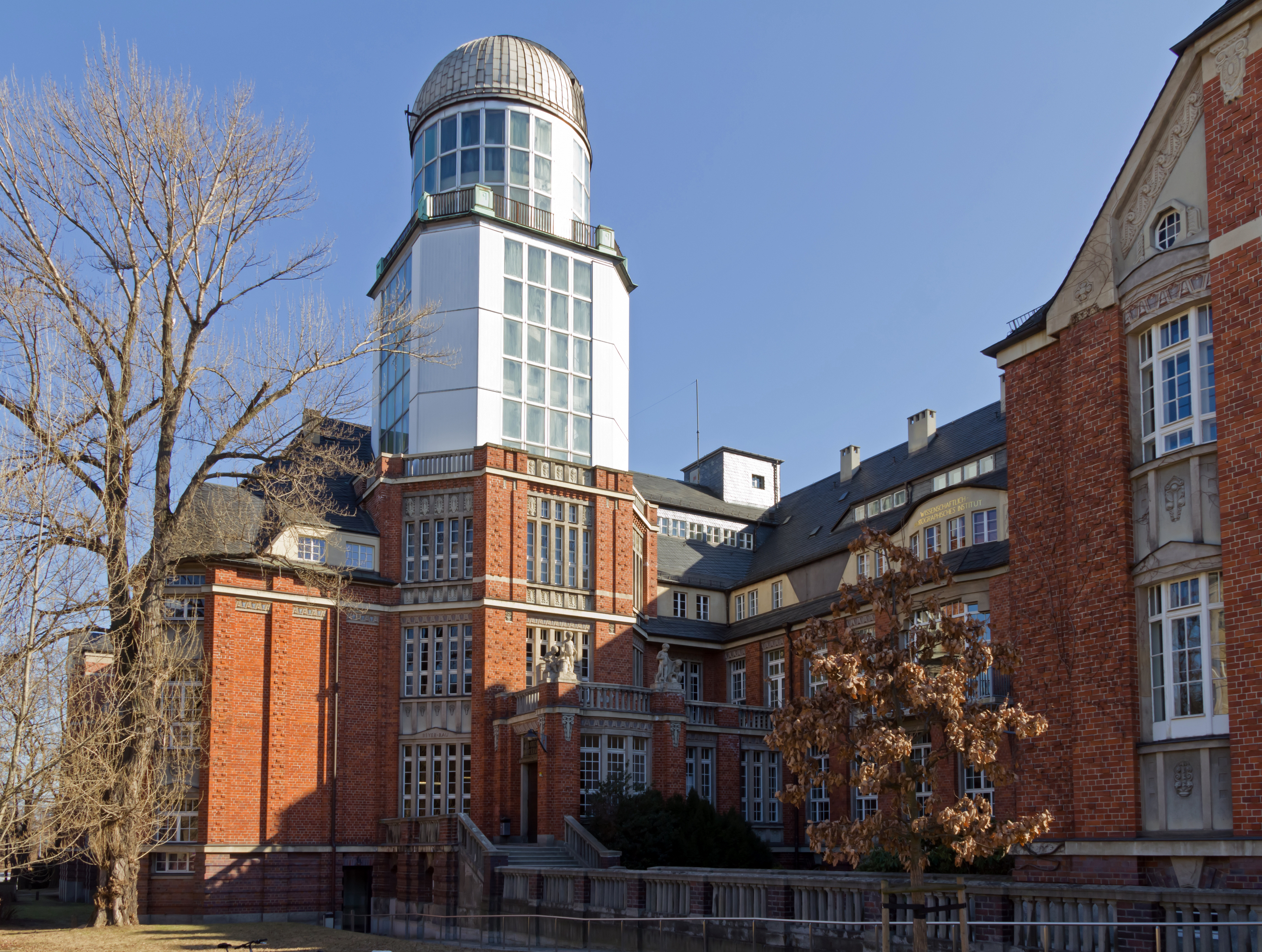
Beyer-Bau der TU Dresden.

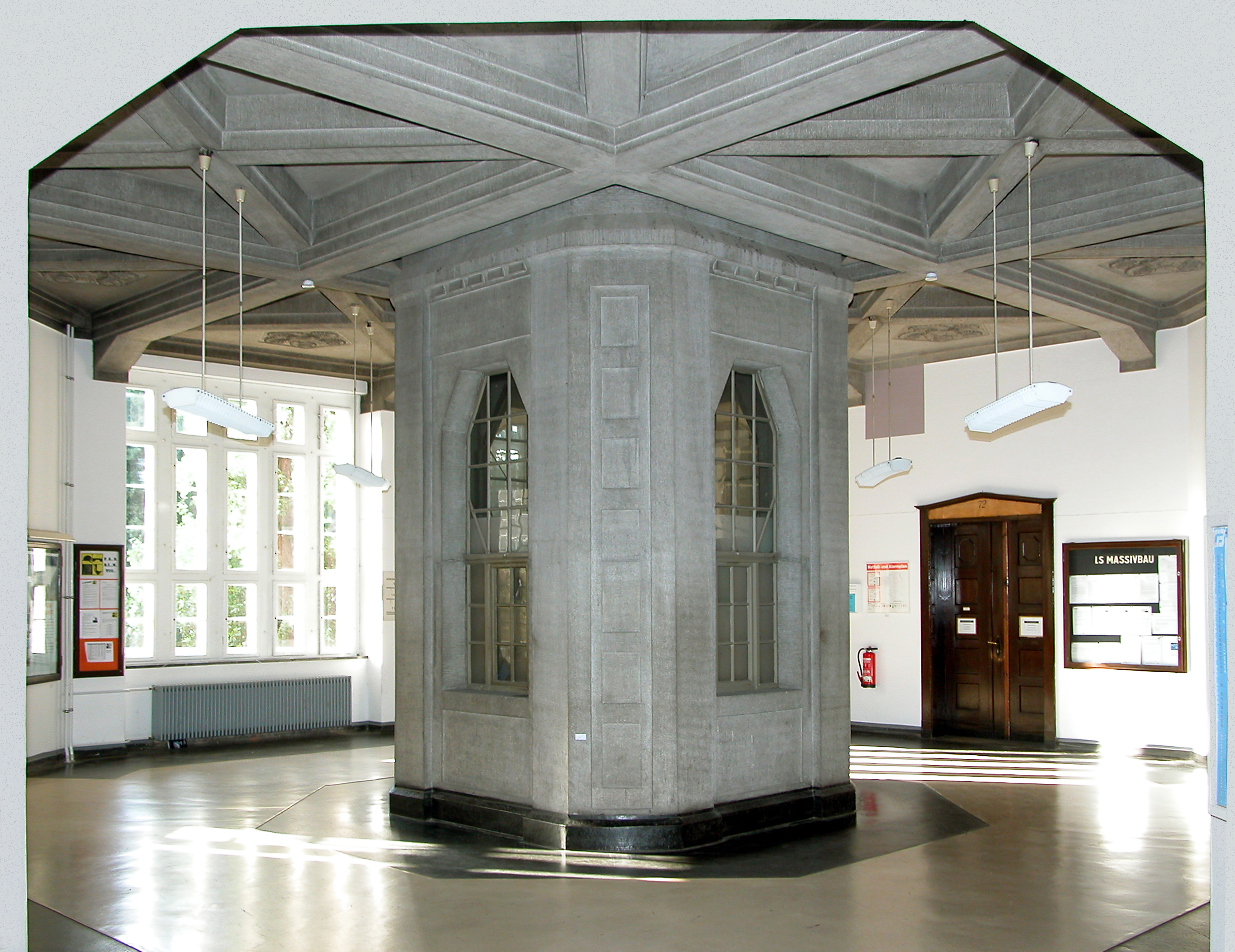
Beyer-Bau, Haupteingangshalle. Sichtbeton.

Der Beyer-Bau der Technischen Universität Dresden wurde von 1910 bis 1913 für die Abteilung Bauingenieurwesen der TH Dresden von Martin Dülfer errichtet. Die denkmalgeschützte Gebäudegruppe beherbergt auch heute noch die Fakultät Bauingenieurwesen, das Institut für Angewandte Photophysik der Fachrichtung Physik sowie die Professur für Astronomie der Fachrichtung Geowissenschaften. Markant im Stadtbild ist der 40 Meter hohe Observatoriumsturm.

## Geschichte
Der heutige Beyer-Bau wurde am 11. Oktober 1913 – in Anwesenheit des sächsischen Königs Friedrich August III. – seiner Bestimmung übergeben. Er wurde als Gebäude einer von Dülfer geplanten „Hochschulstadt“ von ihm realisiert. Dem Konzept folgte noch 1917–1926 der Fritz-Foerster-Bau, ansonsten blieb das von Dülfer entwickelte Konzept unrealisiert. Die unvollendete Fassade der Südost-Ansicht zeugt überdies davon, dass Dülfers weitergehende Planungen für ein Zentralgebäude am Fritz-Foerster-Platz ebenfalls nicht umgesetzt wurde.
Das gegenüberliegende, außeruniversitäre Amtsgebäude und der Beyer-Bau sind die beiden einzigen erhaltenen Vorkriegsgebäude am Fritz-Foerster-Platz. Obwohl das Dachgeschoss durch Kriegseinwirkungen ausbrannte und somit alle Holzbauteile des Dachstuhls sowie die Verkleidung des Observatoriumsturms verloren gingen, wurden in den Nachkriegsjahren nur geringe Veränderungen vorgenommen, so dass die Bausubstanz des Gebäudes weitgehend original erhalten ist.
Der Bau wurde 1953 nach dem Bauingenieur und Hochschulprofessor Kurt Beyer (1881–1952) benannt.
Die Sanierung des Gebäudekomplexes erfolgt seit 2018, interimsweise sind die Fakultäten und Institute vorwiegend im Gebäude August-Bebel-Straße 30 untergebracht.
Ab März 2022 wurde die zwölf Tonnen schwere und 8,50 Meter Durchmesser messende Sternwarten-Kuppel am Boden neben dem Gebäude instand gesetzt und am 19. Oktober 2023 wieder in 40 Meter Höhe auf dem Turm platziert. Die neue Fassade soll den ursprünglichen Anblick mit Glas- und Leichtmetallelementen neu interpretieren. Im Frühjahr 2025 wurde der Beyer-Bau wiedereröffnet.

## Gebäude

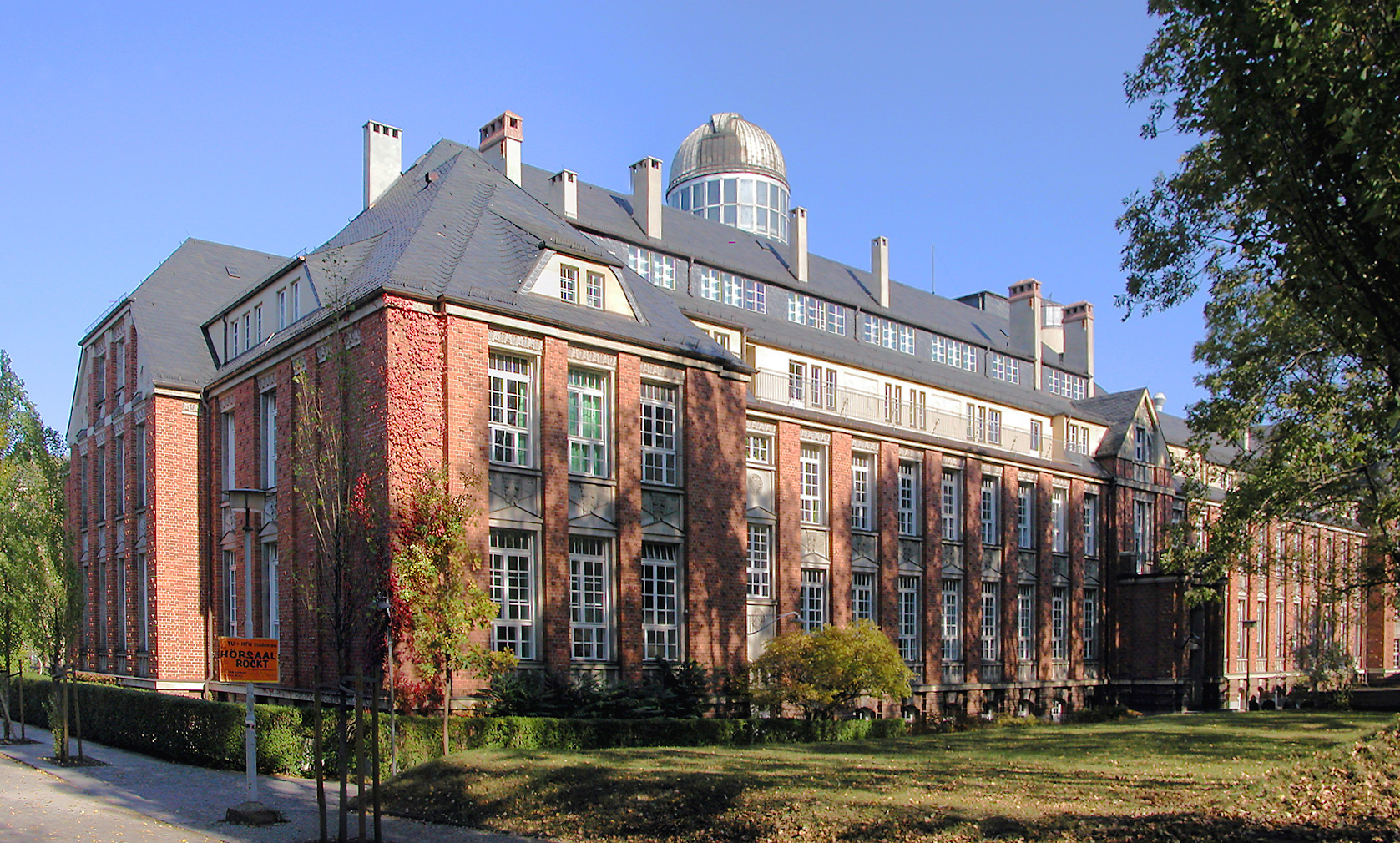
Beyer-Bau von Süden

Dülfer orientierte sich nicht an den damals in Dresden dominierenden Stilelementen, sondern orientierte sich an eher norddeutschen Bautraditionen. Roter Backstein, Walmdächer, flache Erker, schmale Fenster bei enger Pfeilerstellung sind typisch dafür, andererseits gibt es auch einige wenige Jugendstilelemente. „Die Ästhetik des Baustoffes“ und die „Materialgerechtigkeit“ „demonstrieren eine neue Form- und Materialgewinnung, die Dülfer eigen war“. So hatte sich Dülfer der Dresdner Reformbewegung angeschlossen und war Mitglied der Zunft geworden.
Der Gebäudekomplex besteht aus einem östlichen Hauptblock, der zwei Innenhöfe umschließt, einem schmaleren Flügelbau und einem Turm, der einerseits zu „den ersten Hochhausbauten in Deutschland“ gehört und zu den Wahrzeichen der Technischen Universität Dresden zählt, andererseits, als Observatorium konzipiert, als solches noch heute genutzt werden kann.
Besonderes Architekturelement sind die roten Klinkerfassaden. Damit orientierte sich Dülfer einerseits an den älteren, von Karl Weißbach errichteten  Gebäuden, andererseits an norddeutschen Vorbildern: Vom norddeutschen Landhausbau beeinflusst sind die Walmdächer und leicht gewölbten Flacherker. Die Klinkerfassade wird durch „ornamentartig vorkragende Ziegel und farbig gefaßte Sandstein- und Sichtbetonflächen“ unterschiedlich strukturiert.
Dülfer gliederte den gestaffelten Turm des Lohrmann-Observatorium auf achteckiger Grundfläche, der an einem gläsernen Rondell mit einer darüber befindlicher Kuppel endet, durch viele hohe Fenster, die sich mit Lisenen abwechseln. Er wollte einerseits die Vertikalität betonen, anderseits einen Eindruck von Monumentalität erzielen. Nach dem Krieg wurde der ausgebrannte Turm nach den Plänen von Karl Wilhelm Ochs mit einer Glasziegelfassade und hellem Putz ausgeführt, die später im oberen Teil durch eine noch heute vorhandene Thermoscheibenfassade ersetzt wurde.